# Mathias Lambrecht
Mathias Lambrecht (Latijn: Matthias Laurentianus) (Sint-Laureins, ca. 1539 – Brugge, 1 juni 1602) was de derde bisschop van Brugge.

## Levensloop
Lambrecht was de oudste van zes in een gezin van eenvoudige afkomst. Hij studeerde Artes in Leuven, promoveerde tot licentiaat in de theologie en als jonge afgestudeerde mocht hij al het vak gaan doceren in de Abdij van 't Park. Hij werd ook president van het Houterlécollege.
In 1570 was hij in Brugge penitencier (ook wel aangeduid als boetpriester of boetprediker, dat wil zeggen een priester die door een hogere geestelijke belast is met het geven van absolutie in gevallen waarin alleen die hogere geestelijke bevoegd is) en in 1582 aartspriester. Ondertussen was hij in 1579 door het calvinistische stadsbestuur uitgewezen en ging hij in Dowaai prediken en les geven. In deze periode startte hij ook met het schrijven van zijn verzameling heiligenlevens, die pas in 1590 voor het eerst werden gedrukt.
Einde 1584 was hij weer in Brugge en in 1588 werd hij aartsdiaken en deken van Damme. Op voorstel van de stadsmagistraat van Brugge werd hij in 1589 docent inder Godheyt aan de school van Jan de Witte. In 1590 verscheen in Leuven zijn verzameling van heiligenlevens en een kerkgeschiedenis in het Nederlands. Beide werken kregen verschillende heruitgaven tot omstreeks 1610.
Hij werd steeds meer bij het bestuur van het bisdom betrokken. Na de dood van bisschop Remi Drieux was hij een van de drie vicarissen-generaal sede vacante.

## Bisschop van Brugge
In 1595 werd hij tot bisschop van Brugge benoemd en een jaar later gewijd. Zijn wapenspreuk luidde: 'Da quod jubes' (Geef me de genade uw bevelen te volgen).
Het herstel van de organisatie in het bisdom was een zware opdracht. Er was geen seminarie meer en kandidaat-priesters werden op individuele basis opgeleid. Op de ongeveer 130 parochies buiten de wallen van Brugge was nog maar een dertigtal kerken in behoorlijke staat. Ook binnen de steden hadden de vernielingen zich in de geuzentijd vermenigvuldigd. Stilaan kon de bisschop, naargelang de herstellingen vorderden kerken opnieuw inwijden. Voorbeelden die we in de Acta terugvinden voor wat betreft Brugge zijn de Sint-Jacobskerk, de Schoenmakerskapel in de Sint-Salvatorkerk, de Kristoffelkapel op de Markt en de kerk van Blindekens.
Toen hij na zes jaar episcopaat overleed, kon men vaststellen dat in een zo verwoest en bedreigd bisdom niet zoveel kon worden gerealiseerd. Hij werd vooral geholpen in de taken van zielzorg en onderwijs door de jezuïeten en de kapucijnen.

## Publicaties

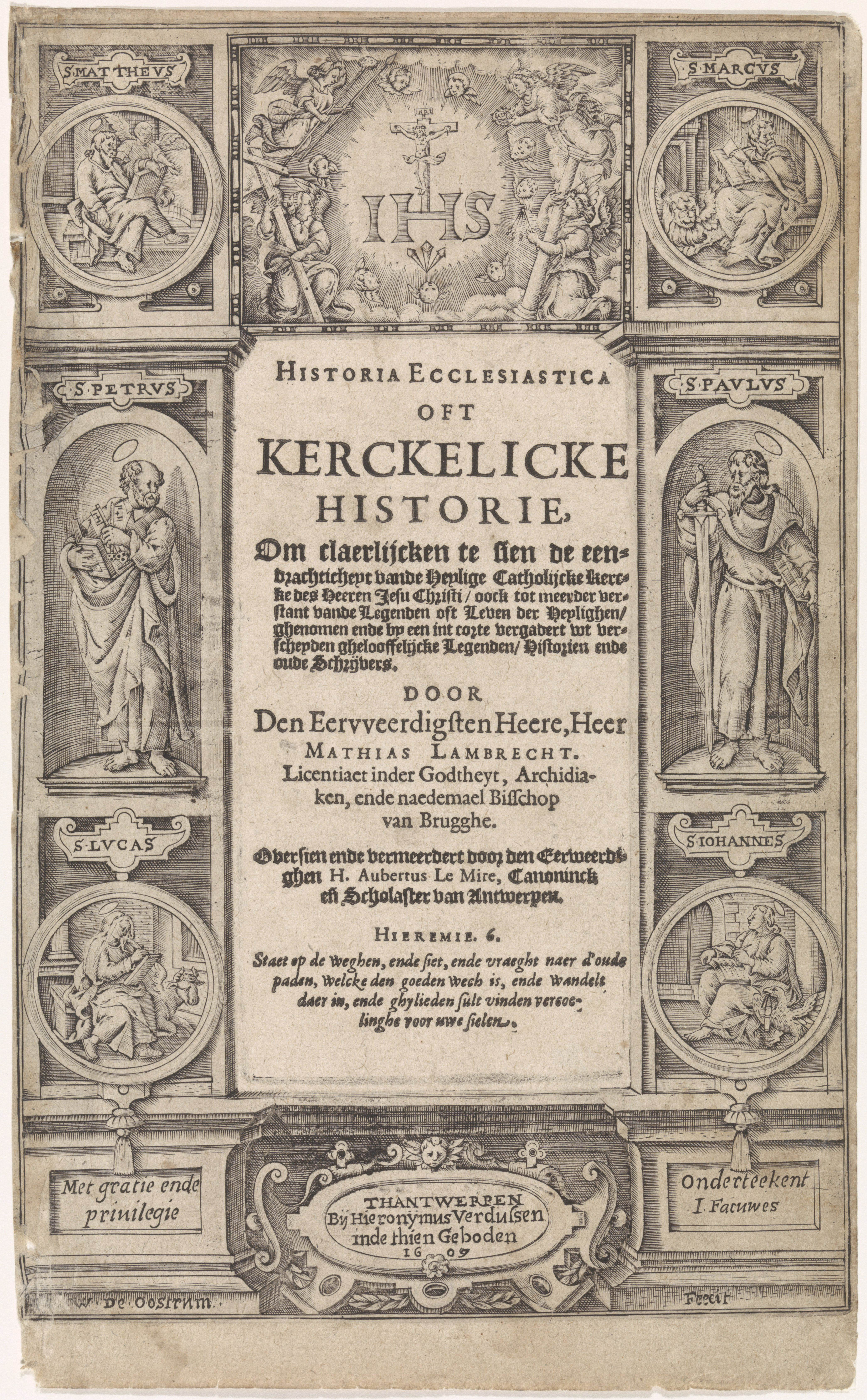
Mathias Lambrecht, Historia Ecclesiastica. Antwerpen: H. Verdussen, 1609.

- D'leven, doot, ende lijden der Heylighen, Leuven, Jan vanden Boogaerde, 1590 (STCV 12917912).
- Een Kerckelicke historie, Leuven, Jan vanden Boogaerde, 1590 (STCV 12917911).
- Historia ecclesiastica. Oft een kerckelijcke historie, Antwerpen, Hieronimus Verdussen, 1595 (STCV 6887670).
- Historia ecclesiastica. Oft Kerckelicke historie, Antwerpen, Hieronimus Verdussen, 1609 (STCV 3197878): heruitgave verzorgd door Aubertus Miræus.
- Legende oft d'leven, doot ende lijden der heylighen, Leuven, Jan vanden Boogaerde, 1610 (Exemplaar Universiteitsbibliotheek Gent op Google Books).